# Enrico Oetiker
Enrico Oetiker (Roma, 18 febbraio 1991) è un attore italiano.

## Biografia
Diplomato all’American Overseas School of Rome, successivamente si dedica a tempo pieno alla recitazione. 
Al cinema è nel cast, fra gli altri, del film Se Dio vuole (con Marco Giallini, Alessandro Gassmann e Laura Morante) e di Classe Z (con Alessandro Preziosi). 
In tv dal 2015 al 2016 è nel cast delle prime due stagioni della sit-com Alex & Co.. Dal 2018 al 2020 è fra i personaggi di Il paradiso delle signore, soap opera di Rai 1, dove interpreta Riccardo Guarnieri, presente nella terza e quarta stagione.

## Filmografia

### Cinema
- Se Dio vuole, regia di Edoardo Falcone (2015)
- Classe Z, regia di Guido Chiesa (2017)
- In Search of Fellini, regia di Taron Lexton (2017)
- Countdown, regia di Giovanni Roviaro - cortometraggio (2018)
- Ci sarà tempo, regia di Simone Ciancotti Petrucci - cortometraggio (2018)
- Backhome!, regia di Marcello de Archangelis - cortometraggio (2018)
- Umami - Il quinto sapore, regia di Angelo Frezza (2018)
- Alla Ricerca dei Fantasmi Italiani - Francesca Staasch (2023)
- A se stesso - in post-produzione -  regia di Ekaterina Khudenkikh (2025)

### Televisione
- Seven Nights, di registi vari - serie TV (2015)
- Alex & Co., regia di Claudio Norza - sit-com (2015-2016)
- Il paradiso delle signore, di registi vari - soap opera (2018-2020)
- Match, di registi vari - serie TV (2021)
- Che Dio ci aiuti 7 - serie TV (2023)
- Blanca, regia di Jan Maria Michelini - serie TV, episodio 2x01 (2023)

### Videoclip
- Fuori di me di Greta Menchi (2019)